# صوفيا بوليشتشوك

صوفيا أنتونوفنا بوليشوك (بالروسية: Софья Антоновна Полищук) هي راقصة جليدية تنافسية روسية. ولدت في 21 فبراير 2001 في موسكو، روسيا.

## روابط خارجية
- صوفيا بوليشتشوك على موقع الاتحاد الدولي للتزلج (الإنجليزية)
- صوفيا بوليشتشوك على موقع الاتحاد الدولي للتزلج (الإنجليزية)